# Ama Tutu Muna

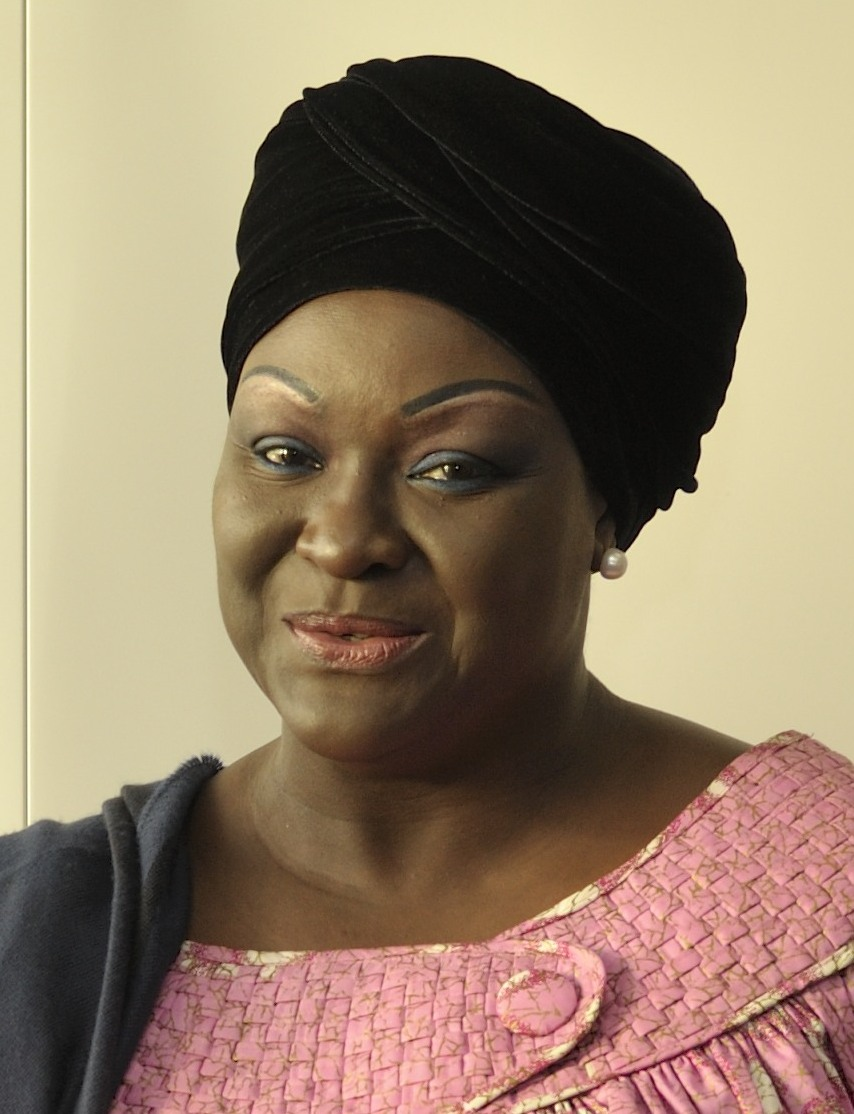
Ama Tutu Muna (2012)

Ama Tutu Muna (* 17. Juli 1960 in Limbe) ist Ministerin für Kultur des zentralafrikanischen Landes Kamerun.

## Werdegang

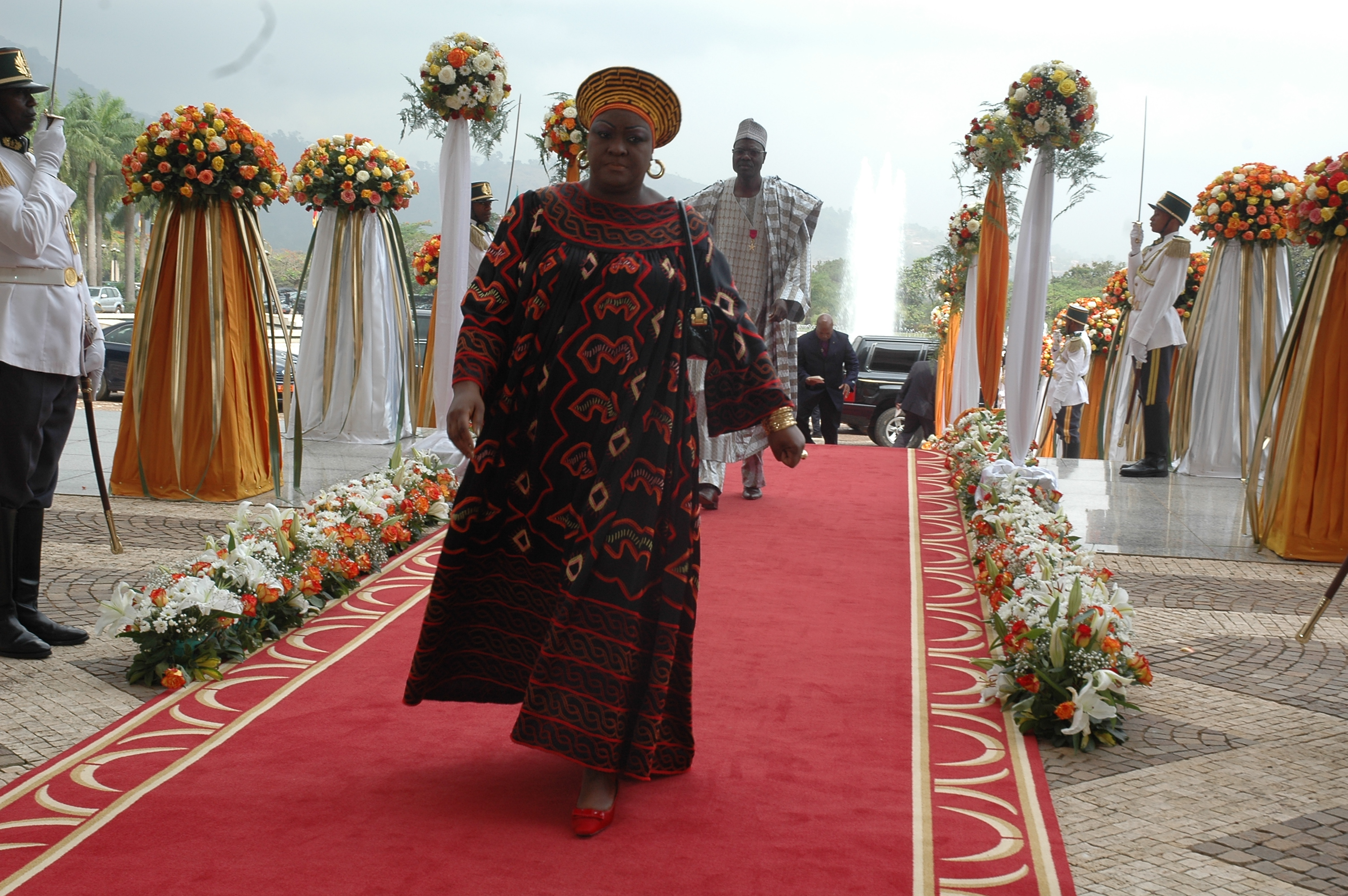
Ama Tutu Muna, 2012

Ama Tutu Muna absolvierte ein Studium der Linguistik an der Universität Montreal in Kanada und schloss dort 1983 ab. Ab dem 8. Dezember 2004 wirkte sie als Staatssekretärin im Wirtschaftsministerium in Limbe unter dem Minister Luc Magloire Mbarga Atangana (Minister of Commerce). Seit 2007 ist sie – als Nachfolgerin des zehn Jahre amtierenden Ferdinand Léopold Oyono – Ministerin für Kultur von Kamerun und besuchte in dieser Funktion 2010 Berlin.

## Familie
Ministerin Muna ist Schwester des Vorsitzenden der Partei Alliance of Progressive Forces (APF), Bernard Muna.

## Belege
1. 1 2 3  postnews.com, Up Station Mountain Club 2007: The new Ministers
2. ↑  Thomas Bayee, 2010: Kamerun: Ministerin für Kultur besucht Berlin (Seite nicht mehr abrufbar, festgestellt im März 2018. Suche in Webarchiven)  Info: Der Link wurde automatisch als defekt markiert. Bitte prüfe den Link gemäß Anleitung und entferne dann diesen Hinweis.

| Personendaten    | Personendaten                                          |
| ---------------- | ------------------------------------------------------ |
| NAME             | Muna, Ama Tutu                                         |
| KURZBESCHREIBUNG | kamerunische Politikerin, Kulturministerin von Kamerun |
| GEBURTSDATUM     | 17. Juli 1960                                          |
| GEBURTSORT       | Limbe                                                  |